# Moorburger Berg

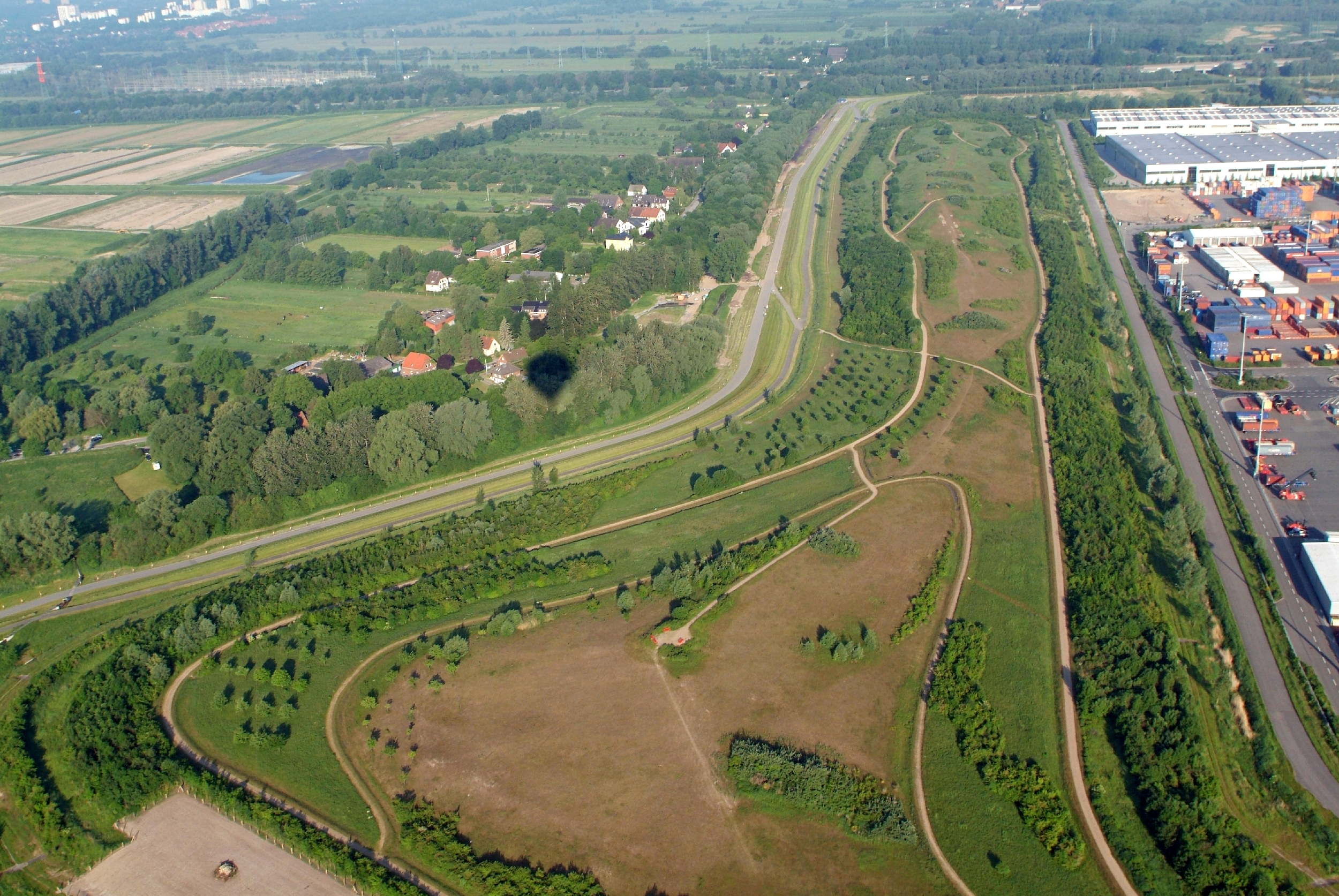
Moorburger Berg aus der Luft, links Moorburg, rechts das Containerterminal Altenwerder

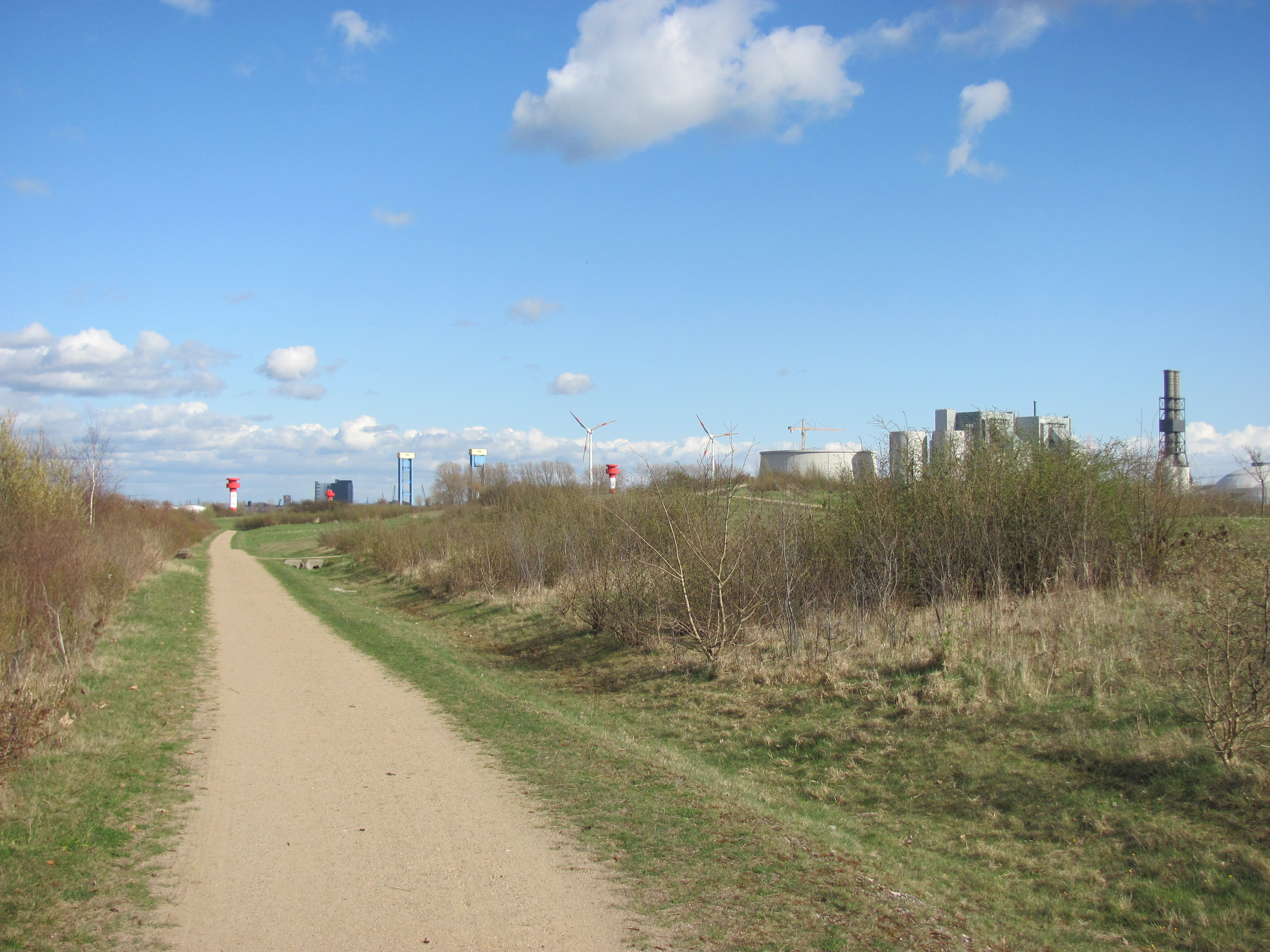
Wanderweg auf dem Moorburger Berg mit Kattwykbrücke und Kohlekraftwerk Moorburg im Hintergrund

Der Moorburger Berg ist ein künstlicher Berg in Hamburg-Moorburg.
Er entstand aus dem Bodenaushub beim Bau des Containerterminals Altenwerder direkt an dessen Südseite auf einer Fläche von etwa 35 Hektar mit einer Länge von 1,4 Kilometern und einer maximalen Breite von 350 Metern. Sein höchster Punkt hat eine Höhe von 21,9 Metern am breiteren Ostende des Berges, das an die Süderelbe grenzt, während der schmale Westteil, durch einen kleinen Bergsattel abgetrennt, nur 18,6 Meter erreicht. An seiner Südseite liegt unmittelbar Moorburg.
Die offizielle Freigabe des Berges als Freizeitgebiet war am 11. Juni 2005. Ein dichtes Wanderwegenetz erschließt den gesamten Berg, auf dem sich ausgedehnte Magerrasenflächen, aber auch Streuobstwiesen, Totholzbereiche und Feuchtbiotope befinden. Von seinem höchsten Punkt reicht die Sicht über das Containerterminal über die Köhlbrandbrücke bis Altona im Norden und zu den Harburger Bergen im Süden.

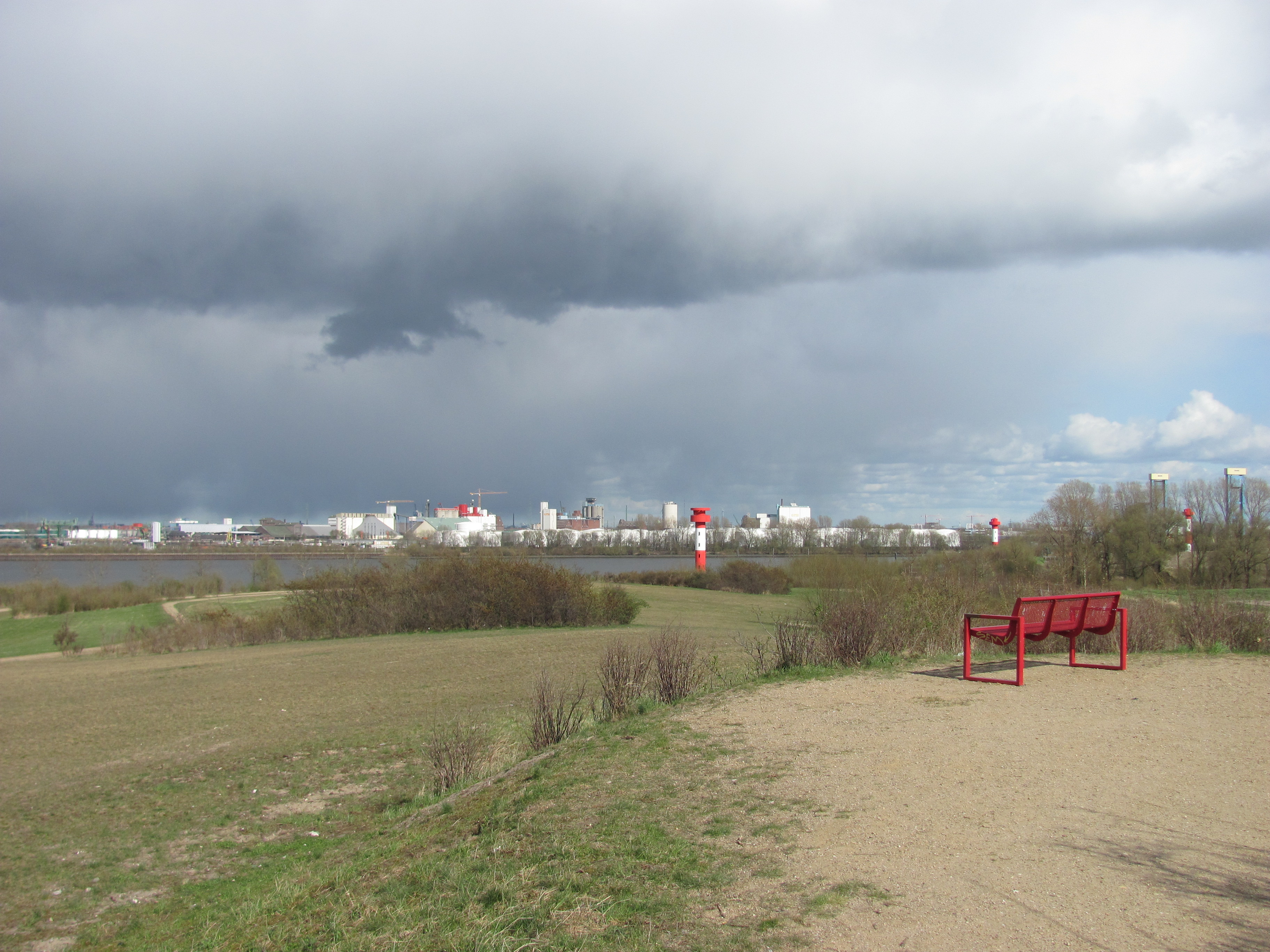
Blick vom höchsten Punkt auf die Süderelbe
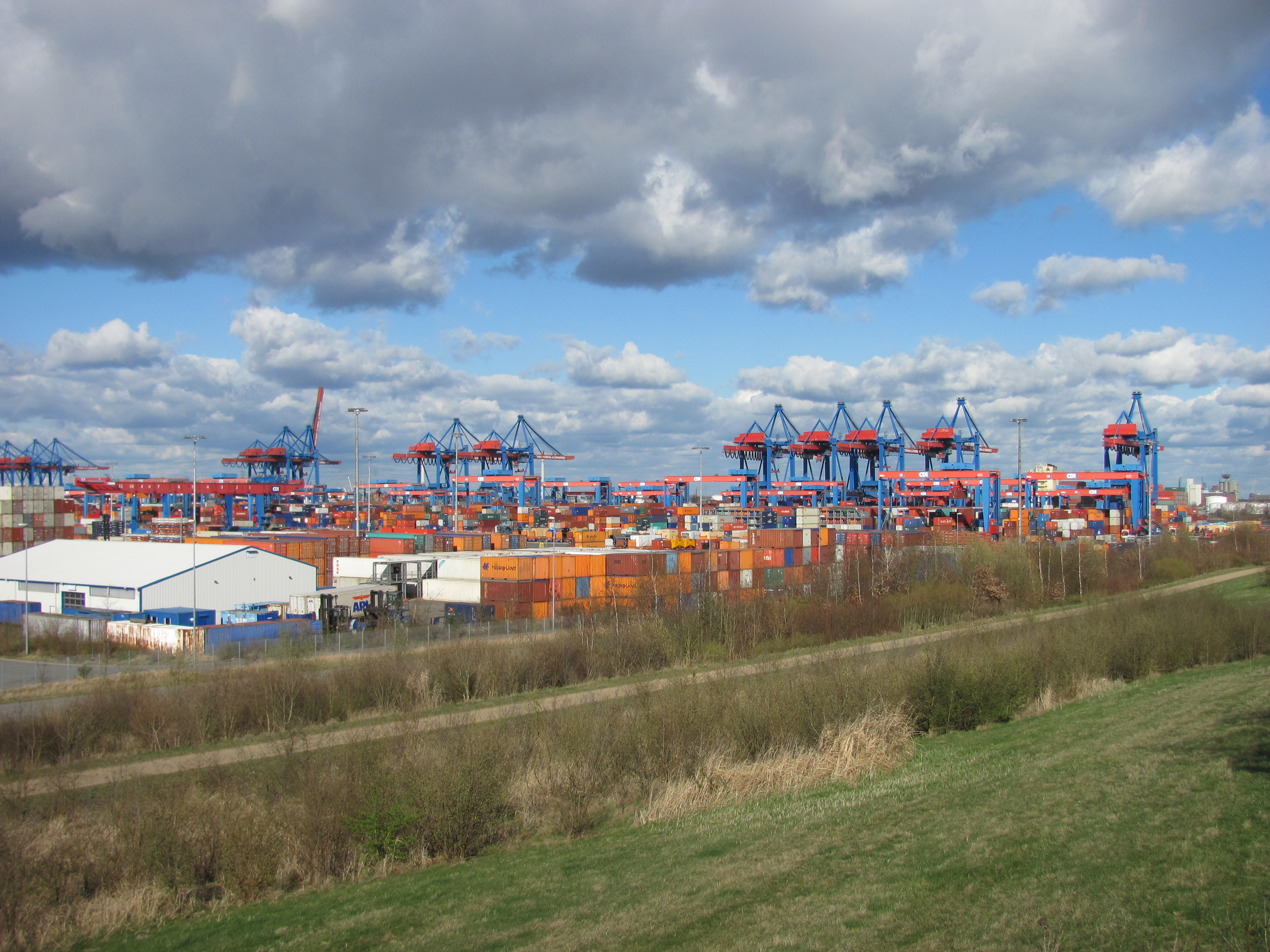
Blick auf das Containerterminal Altenwerder